# Lake Eildon nationalpark
Lake Eildon nationalpark är en nationalpark i Australien.   Den ligger i delstaten Victoria, i den sydöstra delen av landet, 400 km sydväst om huvudstaden Canberra. Fraser National Park ligger 366 meter över havet.
I omgivningarna runt Lake Eildon nationalpark växer huvudsakligen savannskog.